# Angra (mitologia)
Angra é uma figura mitológica na Mitologia Tupi-Guarani, conhecida como a "deusa do fogo". Seu nome também significa uma pequena enseada ou baía usada como porto natural, de acordo com as lendas Guarani.

## Origem e significado do nome
Na mitologia Tupi-Guarani, Angra é associada ao fogo e à transformação. Seu nome também remete ao significado geográfico de uma enseada ou baía, um local protegido e usado como porto natural.

## Papel na mitologia
Segundo as lendas, Angra desempenhava um papel central como protetora do fogo e guardiã das transformações espirituais. O fogo, para os povos Tupi-Guarani, era um símbolo de renovação, energia e purificação. É dito que Angra se alimentava de elementos naturais que revigoravam suas forças, reforçando sua conexão com a natureza e os ciclos da vida.

## Representações culturais
Angra, embora menos conhecida que outras figuras mitológicas, tem influenciado representações modernas, incluindo obras de literatura, música e design de personagens.